# Кастельсеприо
Кастельсеприо (итал. Castelseprio) — коммуна в Италии, располагается в провинции Варесе области Ломбардия.
Население составляет 1237 человек (2008 г.), плотность населения составляет 412 чел./км². Занимает площадь 3 км². Почтовый индекс — 21050. Телефонный код — 0331.
На территории коммуны расположен археологический парк, включающий в себя культовые постройки, сохраняющие фрески VI—IX веков.

## Демография
Динамика населения:

## Администрация коммуны
- Официальный сайт: http://www.castelseprio.net